# Tomás Paçó
Tomás Eduardo Carriço Paçó, noto semplicemente come Tomás Paço (Lisbona, 19 aprile 2000), è un giocatore di calcio a 5 portoghese, campione del mondo con la nazionale portoghese nel 2021 e campione europeo nel 2022.

## Carriera
Cresciuto insieme al gemello Bernardo nel settore giovanile dello Sporting Lisbona, nel 2021 viene incluso nella lista definitiva dei convocati della nazionale portoghese per la Coppa del Mondo, vinta proprio dalla selezione lusitana.

## Palmarès

### Club

#### Competizioni nazionali
- Campionato portoghese: 3
Sporting CP: 2020-21, 2021-22, 2022-23
- Coppa del Portogallo: 2
Sporting CP: 2019-20, 2020-21
- Supercoppa portoghese: 1
Sporting CP: 2019
- Taça da Liga: 1
Sporting CP: 2020-21

#### Competizioni internazionali
- UEFA Champions League: 1
Sporting CP: 2020-21

### Nazionale
- Campionato mondiale: 1
Lituania 2021
- Campionato d'Europa: 1
Paesi Bassi 2022